# Rivière Baptiste
Pour les articles homonymes, voir Baptiste.
La rivière Baptiste est un affluent de la rive nord de la rivière Bell, coulant dans la municipalité de Eeyou Istchee Baie-James, en Jamésie, dans la région administrative du nord-du-Québec, au Québec, au Canada.
La rivière Baptiste coule en zone forestière dans les cantons de Noyelles et Bruneau. La foresterie constitue la principale activité économique de ce secteur. La surface de la rivière est généralement gelée du début décembre à la fin avril.
Ce bassin versant est accessible grâce à la route R1005 qui longe la rive nord-est dans ce secteur, ainsi que la route R1026. Elle est aussi accessible par le biais du chemin de fer. La partie inférieure de la rivière Baptiste est située juste un peu à l’extérieur de la limite est de la Réserve de biodiversité projetée du Lac Taibi.

## Géographie
Les bassins versants voisins de la rivière Baptiste sont :
- côté nord : lac au Goéland, lac Olga, rivière Waswanipi ;
- côté est : lac Pusticamica, rivière Iserhoff, rivière Iserhoff Nord, ruisseau Sinclair ;
- côté sud : rivière Bell, rivière Bigniba ;
- côté ouest: rivière Bell, rivière Opaoca.

La rivière Baptiste prend sa source au lac Baptiste (altitude : 337 m), dans le canton de Noyelles, soit :
- au nord du centre du village de Lebel-sur-Quévillon ;
- au nord-est de la confluence de la rivière Baptiste avec la rivière Bell ;
- au sud-Est de la confluence de la rivière Bell avec le lac Matagami ;
- au nord-est du chemin de fer (arrêt Franquet) ;
- au nord-est de la route 113.

La rivière Baptiste coule sur environ 50 km généralement vers le sud-ouest selon les segments suivants :
- vers le sud, puis en traversant le lac Baptiste (altitude : 349 m) vers l’ouest jusqu’à son embouchure ;
- vers le sud-Ouest, jusqu’à la route forestière R1026 ;
- vers le sud-ouest, jusqu’au chemin de fer ;
- vers le sud-ouest jusqu’à la route forestière R1005 ;
- vers le sud, jusqu’à son embouchure[2].

La rivière Baptiste se déverse sur la rive droite de la rivière Bell à :
- au nord-ouest du pont routier enjambant la rivière Bell ;
- au nord de la limite entre la région administrative du nord-du-Québec et de l'Abitibi-Témiscamingue ;
- au nord-ouest du centre du village de Lebel-sur-Quévillon ;
- au nord de l’embouchure du lac Parent ;
- au nord du centre-ville de Senneterre ;
- au sud-est du centre-ville de Matagami.

## Toponymie
Le terme « Baptiste » constitue un prénom d’origine française.
Le toponyme rivière Baptiste a été officialisé le 5 décembre 1968 à la Commission de toponymie du Québec.